# Union sportive Kenya
Le Sporting US Kenya est un club congolais de football basé Lubumbashi au Katanga.

## Histoire

### Entraîneurs
- 2002 :  Hidalgo Kalala[1]

## Palmarès
- Coupe de RDC
  - Vainqueur : 2002